# Jacqueline Mutere
Jacqueline Mutere es una activista keniata de los derechos de las mujeres de su país, cofundadora de Grace Agenda, una fundación que proporciona asistencia y asesoramiento a las víctimas de violación en Kenia. Es miembro de National Victims and Survivors Network (en castellano, Red Nacional de Víctimas y Supervivientes), una organización que procura dar seguimiento a la agenda de reparaciones de la Comisión de la Verdad, Justicia y Reconciliación (TJRC).

## Biografía
Mutere fundó originalmente Grace Agenda en 2010 para apoyar a los hijos de víctimas de violación durante la violencia postelectoral de 2007-2008 en Kenia, después de que ella misma experimentara violencia sexual durante los disturbios. Poco después de crear la fundación, Mutere se enteró de que muchas madres de estos niños también necesitaban un lugar seguro para hablar sobre su trauma, y que al proporcionar esa salida, menos madres transmitirían su trauma a sus hijos.
Mutere también se centra en presionar al gobierno de Kenia para que cumpla su promesa de distribuir más de 100 millones de dólares en reparaciones a las supervivientes de violación durante los disturbios de 2007-2008. Estos esfuerzos incluyeron una marcha pacífica para entregar una petición al senado de Kenia para recordar a sus miembros las promesas que hicieron a las supervivientes de violación.